# Јакобијеви полиноми
Јакобијеви полиноми, често звани и хипергеометријски полиноми су класични ортогонални полином представљени формулом:
{\displaystyle P_{n}^{(\alpha ,\beta )}(z)={\frac {\Gamma (\alpha +n+1)}{n!\,\Gamma (\alpha +\beta +n+1)}}\sum _{m=0}^{n}{n \choose m}{\frac {\Gamma (\alpha +\beta +n+m+1)}{\Gamma (\alpha +m+1)}}\left({\frac {z-1}{2}}\right)^{m}~.}
Гегенбауерови полиноми, Лежандрови полиноми и Чебишевљеви полиноми представљају специјални случај Јакобијевих полинома. Јакобијеве полиноме открио је 1859. немачки математичар Карл Густав Јакоби.

## Диференцијална једначина
Јакобијеви полиноми представљају решење линеране хомогене диференцијалне једначине другога реда:
{\displaystyle (1-x^{2})y''+(\beta -\alpha -(\alpha +\beta +2)x)y'+n(n+\alpha +\beta +1)y=0.\,}

## Дефиниција
Јакобијеви полиноми дефинисани су помоћу хипергеометријске функције:
{\displaystyle P_{n}^{(\alpha ,\beta )}(z)={\frac {(\alpha +1)_{n}}{n!}}\,_{2}F_{1}\left(-n,1+\alpha +\beta +n;\alpha +1;{\frac {1-z}{2}}\right),}
где {\displaystyle (\alpha +1)_{n}} представља Поххамеров симбол. У том случају развојем се добија:
{\displaystyle P_{n}^{(\alpha ,\beta )}(z)={\frac {\Gamma (\alpha +n+1)}{n!\,\Gamma (\alpha +\beta +n+1)}}\sum _{m=0}^{n}{n \choose m}{\frac {\Gamma (\alpha +\beta +n+m+1)}{\Gamma (\alpha +m+1)}}\left({\frac {z-1}{2}}\right)^{m}~.}

## Родригезова формула
Јакобијеви полиноми могу да се дефинишу и помоћу Родригезове формуле:
{\displaystyle P_{n}^{(\alpha ,\beta )}(z)={\frac {(-1)^{n}}{2^{n}n!}}(1-z)^{-\alpha }(1+z)^{-\beta }{\frac {d^{n}}{dz^{n}}}\left\{(1-z)^{\alpha }(1+z)^{\beta }(1-z^{2})^{n}\right\}~.}

## Генерирајућа функција
Генерирајућа функција Јакобијевих полинома је:
{\displaystyle \sum _{n=0}^{\infty }P_{n}^{(\alpha ,\beta )}(z)w^{n}=2^{\alpha +\beta }R^{-1}(1-w+R)^{-\alpha }(1+w+R)^{-\beta }~,}
где
{\displaystyle R=R(z,w)={\big (}1-2zw+w^{2}{\big )}^{1/2}~,}

## Рекурзија
Релације рекурзије за Јакобијеве полиноме су:
{\displaystyle {\begin{aligned}&2n(n+\alpha +\beta )(2n+\alpha +\beta -2)P_{n}^{(\alpha ,\beta )}(z)\\&\qquad =(2n+\alpha +\beta -1){\Big \{}(2n+\alpha +\beta )(2n+\alpha +\beta -2)z+\alpha ^{2}-\beta ^{2}{\Big \}}P_{n-1}^{(\alpha ,\beta )}(z)\\&\qquad \qquad -2(n+\alpha -1)(n+\beta -1)(2n+\alpha +\beta )P_{n-2}^{(\alpha ,\beta )}(z)~,\quad n=2,3,\dots \end{aligned}}}
Неколико првих полинома је:
{\displaystyle P_{0}^{(\alpha ,\beta )}(z)=1}
{\displaystyle P_{1}^{(\alpha ,\beta )}(z)={\frac {1}{2}}\left[2(\alpha +1)+(\alpha +\beta +2)(z-1)\right]}
{\displaystyle P_{2}^{(\alpha ,\beta )}(z)={\frac {1}{8}}\left[4(\alpha +1)(\alpha +2)+4(\alpha +\beta +3)(\alpha +2)(z-1)+(\alpha +\beta +3)(\alpha +\beta +4)(z-1)^{2}\right]}

## Израз за реални аргумент
За реално x Јакобијеви полиноми могу да се пишу и као:
{\displaystyle P_{n}^{(\alpha ,\beta )}(x)=\sum _{s}{n+\alpha  \choose s}{n+\beta  \choose n-s}\left({\frac {x-1}{2}}\right)^{n-s}\left({\frac {x+1}{2}}\right)^{s}}
где су s ≥ 0 и n-s ≥ 0, а за целобројно n
{\displaystyle {z \choose n}={\frac {\Gamma (z+1)}{\Gamma (n+1)\Gamma (z-n+1)}},}
У горњој једначини Γ(z) је гама функција.
У специјалном случају, када су n, n+α, n+β, and
n+α+β ненегативни цели бројеви Јакобијеви полиноми могу да се напишу као:
{\displaystyle {\begin{aligned}&P_{n}^{(\alpha ,\beta )}(x)=(n+\alpha )!(n+\beta )!\\&\qquad \times \sum _{s}\left[s!(n+\alpha -s)!(\beta +s)!(n-s)!\right]^{-1}\left({\frac {x-1}{2}}\right)^{n-s}\left({\frac {x+1}{2}}\right)^{s}.\end{aligned}}}

## Ортогоналност
Јакобијеви полиноми за α > -1 и β > -1 задовољавају услов ортогоналности:
{\displaystyle {\begin{aligned}&\int _{-1}^{1}(1-x)^{\alpha }(1+x)^{\beta }P_{m}^{(\alpha ,\beta )}(x)P_{n}^{(\alpha ,\beta )}(x)\;dx\\&\quad ={\frac {2^{\alpha +\beta +1}}{2n+\alpha +\beta +1}}{\frac {\Gamma (n+\alpha +1)\Gamma (n+\beta +1)}{\Gamma (n+\alpha +\beta +1)n!}}\delta _{nm}\end{aligned}}}
Тежинска функција је била:
{\displaystyle (1-x)^{\alpha }(1+x)^{\beta }}.
Они нису ортонормални, а за нормализацију:
{\displaystyle P_{n}^{(\alpha ,\beta )}(1)={n+\alpha  \choose n}.}

## Симетрија
Јакобијеви полиноми задовољавају следеће релације симетрије:
{\displaystyle P_{n}^{(\alpha ,\beta )}(-z)=(-1)^{n}P_{n}^{(\beta ,\alpha )}(z);}
па је
{\displaystyle P_{n}^{(\alpha ,\beta )}(-1)=(-1)^{n}{n+\beta  \choose n}.}

## Асимптотски изрази
За x унутар интервала [-1, 1], асимптотска вредност Pn(α,β) за велики n дан је:
{\displaystyle P_{n}^{(\alpha ,\beta )}(\cos \theta )=n^{-1/2}\cos(N\theta +\gamma )+O(n^{-3/2})~,}
где
{\displaystyle {\begin{aligned}k(\theta )&=\pi ^{-1/2}\sin ^{-\alpha -1/2}{\frac {\theta }{2}}\cos ^{-\beta -1/2}{\frac {\theta }{2}}~,\\N&=n+{\frac {\alpha +\beta +1}{2}}~,\\\gamma &=-(\alpha +{\frac {1}{2}}){\frac {\pi }{2}}~,\end{aligned}}}
Асимптоте близу ±1 дане су са:
{\displaystyle {\begin{aligned}\lim _{n\to \infty }n^{-\alpha }P_{n}^{\alpha ,\beta }\left(\cos {\frac {z}{n}}\right)&=\left({\frac {z}{2}}\right)^{-\alpha }J_{\alpha }(z)~,\\\lim _{n\to \infty }n^{-\beta }P_{n}^{\alpha ,\beta }\left(\cos \left[\pi -{\frac {z}{n}}\right]\right)&=\left({\frac {z}{2}}\right)^{-\beta }J_{\beta }(z)~,\end{aligned}}}

## Веза са Вигнеровом d-матрицом
Јакобијеви полиноми повезани су са Вигнеровом D-матрицом:
{\displaystyle d_{m'm}^{j}(\phi )=\left[{\frac {(j+m)!(j-m)!}{(j+m')!(j-m')!}}\right]^{1/2}\left(\sin {\frac {\phi }{2}}\right)^{m-m'}\left(\cos {\frac {\phi }{2}}\right)^{m+m'}P_{j-m}^{(m-m',m+m')}(\cos \phi ).}